# Millennium Tower (Tokyo)
 (mai 2022).
La Millennium Tower est un projet de construction d'un bâtiment de 840 mètres de haut sur une île artificielle dans la baie de Tokyo à deux kilomètres de la côte. Il a été présenté en 1989 par l'architecte Sir Norman Foster du bureau Foster & Partners et commissionné par la Obayashi Corporation.
Le projet n'a jamais été réalisé à cause de l'éclatement de la bulle immobilière japonaise en 1990. 
De plus, une tour de cette taille, 840 mètres, ne conviendrait plus, il faudrait surement voir encore plus. Et l’engouement de la hauteur à Tokyo ne manque pas, car plus d’une dizaine de projets de ce qu’on appelle désormais les « supertower » ont été imaginés, mais reste pour l’instant qu’un fantasme.

## Description
Ce bâtiment devait atteindre 840 mètres pour 170 étages, divisé en six secteurs, les Skycenters. Il devait accueillir 52 000 personnes et ses ascenseurs prévoyaient le transport de 100 000 personnes par jour. Véritable cité dans la cité, le bâtiment aurait eu son propre hôpital, école, centres commerciaux et centre religieux. Il aurait été énergétiquement indépendant et capable de recycler ses propres déchets.
Le principal problème était de faire un bâtiment aussi haut résistant aux vents très violents qui soufflent dans la région, ainsi qu'au problème sismique. La solution contre les vents aurait été une forme conique et celle contre les séismes résiderait dans les fondations qui se trouveraient des bassins d'eau en forme de U. Ces derniers ont été prévus pour que la tour puisse résister aux séismes de magnitude très élevée. La base du bâtiment avec la marina aurait atteint 400 mètres de diamètre, le tout protégé par des digues.